# Brigida Banti
Brigida Giorgi, meglio conosciuta con il cognome maritale e nome d'arte di Brigida Banti (Crema, 30 settembre 1757 – Bologna, 18 febbraio 1806), è stata un soprano italiano.

## Biografia

### Gli inizi oscuri
Le sue origini sono alquanto incerte e gli stessi dati di nascita tutt'altro che accertati: secondo alcuni, invece che a Crema, Brigida Giorgi sarebbe nata a Monticelli d'Ongina, località in provincia di Piacenza, non lontana però da Cremona, nel 1756 o anche nel 1758. Figlia del mandolinista di strada Carlo Giorgi, cominciò anch'ella a esibirsi prestissimo come cantante di strada, al seguito del padre, secondo alcuni, insieme con un ancor bambino Domenico Dragonetti, futuro contrabbassista di gran nome, che l'accompagnava al semiviolone, secondo altri. Certo è che nel 1777/1778, nel suo peregrinare per l'Europa meridionale, ella giunse a Parigi dove avvenne l'incontro che mutò la sua vita. Anche sulla natura di tale incontro le fonti divergono: secondo gli uni sarebbe stata notata niente meno che da Antonio Sacchini, dallo stesso rapidamente addestrata e quindi ingaggiata al Théâtre-Italien (nel quale erano provvisoriamente confluite l'Opéra Comique e la Comédie Italienne); secondo altri a notarla sarebbe stato invece il Direttore nominato dell'Opéra Comique, che, sempre previo addestramento da parte di Sacchini, l'avrebbe fatta scritturare per l'Opéra. Le notizie sul suo soggiorno parigino sono comunque incertissime, così come quelle relative al suo successivo trasferimento a Londra: di certo c'è soltanto che qui incontrò il ballerino e coreografo Zaccaria Banti (1756 c. - 1836) ben introdotto nell'ambiente teatrale cosmopolita che sposò ad Amsterdam nel 1779 e di cui adottò il cognome anche come nome d'arte.

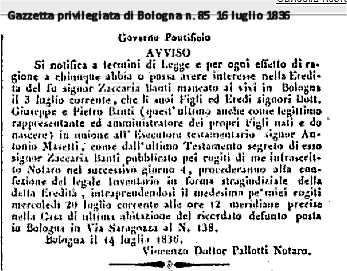
Giuseppe e Pietro Banti figli ed eredi di Zaccaria Banti 1836

Secondo il Dizionario della Musica del Ducato di Parma e Piacenza, la coppia ebbe due figli maschi: Pietro, nato a Varsavia nel 1787, tenuto a battesimo dal re di Polonia Stanislao Poniatowski in persona, e Giuseppe, nato a Madrid nel luglio del 1793, tenuto a battesimo dalla duchessa di Osuna, María Josefa Pimentel. Secondo altre fonti, però, la coppia aveva avuto anche una femmina, evidentemente la maggiore, «andata sposa a certo Dott. Barbieri», il cui nome, Vittoria, insieme a quello completo del marito, sono del resto anche attestati da un'iscrizione monumentale nel cimitero di Bologna (cfr. anche infra).

### La grande carriera europea
Dopo essere passata per Vienna nel 1780, la Banti decise di rientrare in Italia scritturata, per la stagione di carnevale 1782/1783, dal Teatro San Benedetto di Venezia, dove riscosse un notevole successo nelle prime del Piramo e Tisbe di Francesco Bianchi (che sarebbe diventato il suo compositore preferito) e dell'Attalo, re di Bitinia di Giuseppe Sarti, nonché in una ripresa dell'Orfeo ed Euridice di Bertoni che destò l'entusiasmo di un ascoltatore d'eccezione come il tenore irlandese Michael Kelly. Cantò successivamente a Torino, Milano, di nuovo a Venezia, e anche, nel 1786/87, a Varsavia, ove si esibì in opere di Giordani, Persichini e Tarchi. Nello stesso 1787 approdò infine al Teatro San Carlo di Napoli, creando il ruolo di Sofonisba  nella prima rappresentazione dello Scipione Africano del suo prediletto Bianchi, ed eseguendo anche opere di Paisiello, Anfossi e Guglielmi. La Banti rientrò quindi, nel 1789, al San Benedetto di Venezia, dove fu la prima protagonista della Zenobia in Palmira di Anfossi, che divenne uno dei suoi cavalli di battaglia, assieme al ruolo di Semiramide, creato per la prima rappresentazione de La vendetta di Nino di Bianchi alla fine dell'anno successivo. 

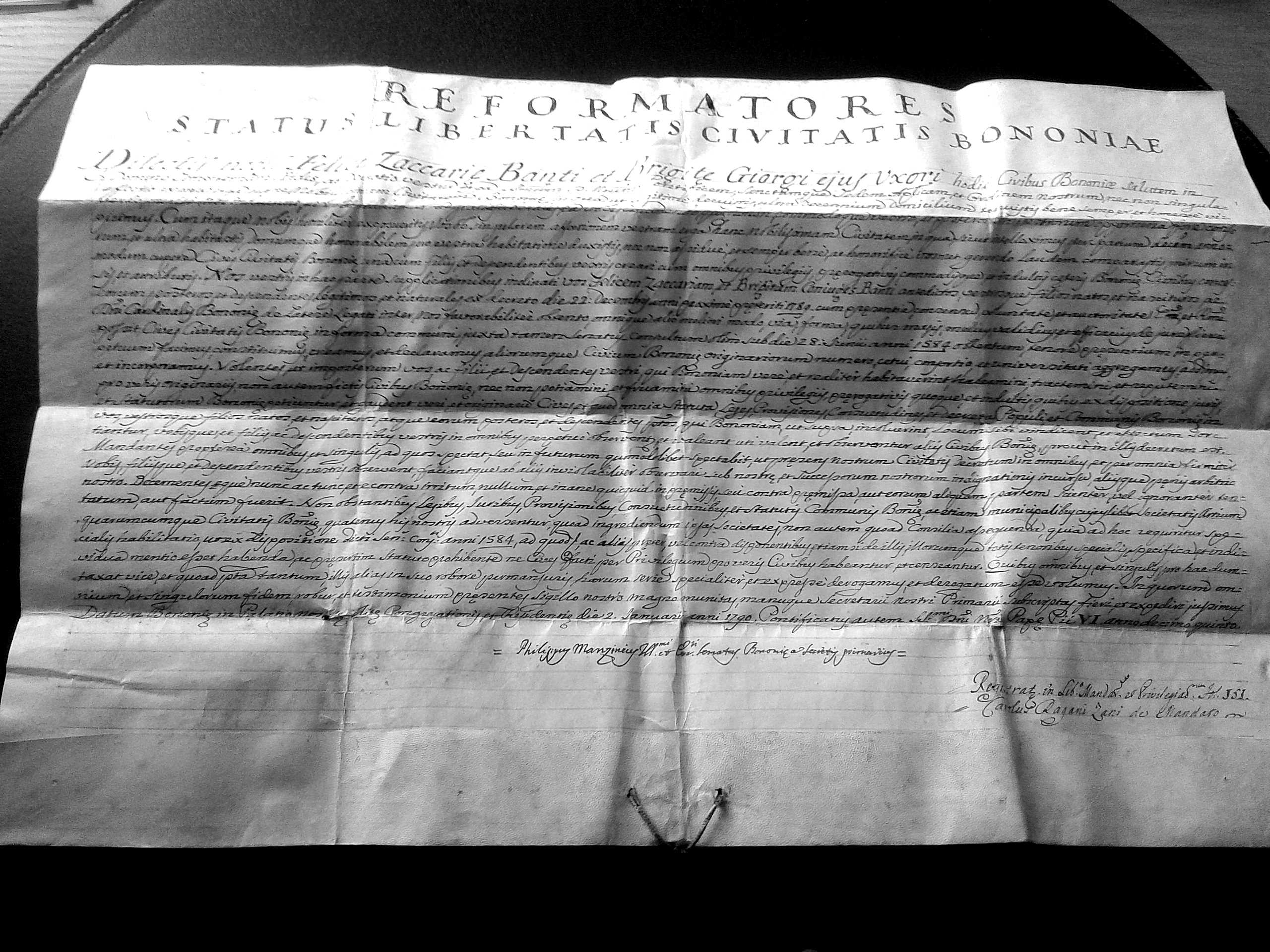
Reformatores status libertatis Civitatis Bononiae Dilectis nobis Felici Zaccarie Banti et Brigite Giorgi eius uxori ...decreto die 22 decembris 1789.... Papae PII VI annodecimoquinto (1790)

Nel 1790 la città di Bologna conferì a Lei, al marito Zaccaria Banti e ai loro figli presenti e futuri la cittadinanza onoraria. A Bologna si esibì nell'autunno 1792 al Teatro Marsigli Rossi
Nel giugno del 1792 partecipò all'inaugurazione del nuovo Gran Teatro La Fenice a Venezia, a fianco di Gaspare Pacchierotti (il quale non mancò di influenzarla notevolmente nelle sue attitudini artistiche), nella prima rappresentazione de I giuochi d’Agrigento di Paisiello.
Dopo una breve stagione a Madrid nel 1793 dove rivaleggiò con la altrettanto famosa Todi, dal 1794 al 1802 ella fu scritturata, come soprano principale al King’s Theatre di Londra, dove esordì con il ruolo di Semiramide nell'opera citata di Bianchi e dove incontrò Lorenzo Da Ponte che, nelle sue Memorie, le attribuì, con notevole malevolenza, caratteristiche umane piuttosto sgradevoli, oltre che una relazione con William Taylor, direttore del teatro. Ritornata in Italia nell'autunno del 1802 a seguito del rientro in patria di Elizabeth Billington, continuò per qualche anno a esibirsi sia alla Scala sia alla Fenice, ma la sua voce stava deteriorandosi e fu quindi costretta a ritirarsi, peraltro poco prima di morire, nel 1806.
In questo periodo prese sotto la sua protezione il giovane tenore Diomiro Tramezzani che avviò alla carriera artistica.
Tanto splendida e così potente era stata quella stessa voce che, alla sua morte, il suo corpo fu sottoposto a un'autopsia che rivelò due polmoni di straordinaria ampiezza
Il monumento funebre dedicato alla cantante, realizzato nel 1813, si trova alla Certosa di Bologna, nell'arco 101 del Braccio di ponente del Chiostro III; esso fu commissionato dal vedovo Zaccaria Banti ai pittori Luigi Gibelli e Filippo Pedrini, dopo che un precedente monumento commemorativo, eretto dalla figlia Vittoria e dal genero Domenico Barbieri, con sculture di Enrico Barberi e ornati di Giuseppe Fancelli, dovette essere forzatamente rimosso a seguito dell'ampliamento del cimitero.
Nel 1869, oltre sessant'anni dopo la morte della cantante, il figlio Giuseppe Banti redasse un brevissimo ospuscoletto con uno schizzo biografico della madre.
La città di Piacenza le ha dedicato una strada.

## Caratteristiche artistiche
Un vero e proprio fenomenale talento naturale: questa potrebbe essere la definizione sintetica della Banti. Priva di ogni educazione musicale (non sapeva nemmeno leggere la musica e rifiutò sempre di imparare), aveva un orecchio prodigioso ed era in grado di imparare a memoria le parti soltanto facendosele eseguire un paio di volte. I suoi contemporanei, dal citato Kelly, all'altro grande tenore e didatta Pierre Garat, dalla pittrice Élisabeth Vigée Le Brun, al grande conoscitore del canto, Lord Mount Edgcumbe (1764–1839), concordano nell'esaltarne le qualità. Mount Edgcumbe ad esempio scriveva, nelle sue "Musical Reminiscences", di una voce estesissima, ricca e priva di smagliature in tutta la sua ampiezza, una "vera voce di petto dal principio alla fine. Garat per parte sua riferì meravigliato da Londra a un collega parigino: "Che espressione! Che anima! E soprattutto che voce! [...] Ho sentito tante cantanti in vita mia, ma non ne conosco che siano state così beneficiate dalla natura".
Ella possedeva, in effetti, una voce estremamente potente, dal timbro squisito e notevolmente flessibile, in grado quindi di affrontare senza tema la coloratura più spericolata. Il suo stile di canto, secondo una notazione quanto mai acuta della Vigée-Le Brun, era simile a quello del castrato Pacchiarotti (con il quale, del resto, la Banti ebbe modo di esibirsi innumerevoli volte) ed eccelleva cioè nell'intensità espressiva.
Nonostante la sua ignoranza di base e i suoi modi non certo da gran signora, la Banti, grazie al dono del suo talento naturale, seppe diventare una cantatrice estremamente raffinata e seppe rifuggire dall'esteriorità e dalla superficialità, e, insomma, dal decadimento del gusto vocale che caratterizzò la seconda metà del Settecento, e affiancarsi a pieno titolo a quei cantanti, contemporanei e immediatamente successivi, i quali, ripristinando gli stilemi del canto d'antan, aprirono la strada agli sviluppi imminenti del belcanto rossiniano.

## Repertorio
L'elenco seguente non è esaustivo, ma può essere considerato significativo della carriera della Banti (si riferisce a prime rappresentazioni assolute o ad altre di particolare rilievo).
- CORAGO - Università di Bologna, consultato il 24 ottobre 2017, su corago.unibo.it.
- L'Almanacco di Gherardo Casaglia, consultato il 6 aprile 2020, su almanac-gherardo-casaglia.com.

| Ruolo                 | Titolo dell'opera                                       | Genere                                          | Autore | Teatro                                            | Data prima esecuzione |
| --------------------- | ------------------------------------------------------- | ----------------------------------------------- | --- | ------------------------------------------------- | --------------------- |
| Emirena               | Attalo Re di Bitinia                                    | dramma per musica (opera seria)                 | Giuseppe Sarti                                                                                               | Teatro (Gallo) San Benedetto di Venezia           | 26 dicembre 1782      |
| Tisbe                 | Piramo e Tisbe                                          | dramma per musica                               | Francesco Bianchi                                                                                            | Teatro (Gallo) San Benedetto di Venezia           | 3 gennaio 1783        |
| Tisbe                 | Piramo e Tisbe                                          | dramma per musica (opera seria)                 | Giovanni Battista Borghi                                                                                     | Teatro della Pergola di Firenze                   | 8 settembre 1783      |
| Ippodamia             | Briseide                                                | dramma per musica (opera seria)                 | Francesco Bianchi                                                                                            | Nuovo Teatro Regio di Torino                      | 27 dicembre 1783      |
| Emira                 | Amaionne                                                | dramma per musica                               | Bernardo Ottani                                                                                              | Nuovo Teatro Regio di Torino                      | 24 gennaio 1784       |
| Arianna               | Bacco e Arianna                                         | festa teatrale (cantata)                        | Angelo Tarchi                                                                                                | Nuovo Teatro Regio di Torino                      | 20 maggio 1784        |
| Ifigenia              | Ifigenia in Aulide                                      | dramma per musica (opera seria)                 | Alessio Prati                                                                                                | Teatro della Pergola di Firenze                   | 8 settembre 1784      |
| Adelina               | Il disertore francese                                   | dramma per musica (opera seria)                 | Francesco Bianchi                                                                                            | Teatro (Gallo) San Benedetto di Venezia           | 26 dicembre 1784      |
| Cleofide              | Alessandro nell'Indie                                   | dramma per musica (opera seria)                 | Francesco Bianchi                                                                                            | Teatro (Gallo) San Benedetto di Venezia           | 28 gennaio 1785       |
| Ifigenia              | Ifigenia in Aulide                                      | dramma per musica (opera seria)                 | Angelo Tarchi                                                                                                | Teatro Nuovo di Padova                            | fiera 1785            |
| Ipermestra            | Ipermestra                                              | dramma per musica (opera seria)                 | Salvatore Rispoli (1739-1812)                                                                                | Teatro alla Scala, Milano                         | 26 dicembre 1785      |
| Stratonica            | Ariarate                                                | dramma per musica (opera seria)                 | Angelo Tarchi                                                                                                | Teatro alla Scala, Milano                         | carnevale 1786        |
| ?                     | Il principe Kolowakandij                                | dramma per musica (?)                           | Pietro Persichini (1755-1837)                                                                                | Teatr Narodowy di Varsavia                        | 1786                  |
| Aricia                | Fedra                                                   | dramma per musica                               | Giovanni Paisiello                                                                                           | Real Teatro San Carlo di Napoli                   | 1º gennaio 1788       |
| Debora                | Debora e Sisara                                         | azione sacra per musica (oratorio, 1° versione) | Pietro Alessandro Guglielmi                                                                                  | Real Teatro San Carlo di Napoli                   | 13 febbraio 1788      |
| Armida                | Il Rinaldo                                              | dramma per musica                               | Pëtr Alekseevič Skokov                                                                                       | Real Teatro San Carlo di Napoli                   | 4 novembre 1788       |
| Marzia                | Catone in Utica                                         | dramma per musica                               | Giovanni Paisiello                                                                                           | Real Teatro San Carlo di Napoli                   | 1º gennaio 1789       |
| Erismena              | Montezuma                                               | pasticcio (dramma per musica)                   | Giacomo Insanguine, Josef Mysliveček, Gian Francesco de Majo, Baldassarre Galuppi, Nicola Antonio Zingarelli | Teatro (Venier) San Benedetto di Venezia          | 14 novembre 1789      |
| Zenobia               | Zenobia di Palmira                                      | dramma per musica (opera seria, 1° versione)    | Pasquale Anfossi                                                                                             | Teatro (Venier) San Benedetto di Venezia          | 26 dicembre 1789      |
| Euterpe               | L'armonia                                               | cantata a 2 voci                                | Pasquale Anfossi                                                                                             | Teatro (Venier) San Benedetto di Venezia          | 11 gennaio 1790       |
| Aspasia               | Aspasia                                                 | deamma per musica (opera seria)                 | Giuseppe Giordani "Giordaniello”                                                                             | Teatro (Venier) San Benedetto di Venezia          | 11 gennaio 1790       |
| Zenobia               | Zenobia in Palmira                                      | dramma per musica                               | Giovanni Paisiello                                                                                           | Real Teatro San Carlo di Napoli                   | 30 maggio 1790        |
| Clori                 | Aminta                                                  | favola boschereccia                             | Pietro Alessandro Guglielmi                                                                                  | Accademia di Dame e Cavalieri, Napoli             | 16 agosto 1790        |
| Semiramide            | La vendetta di Nino                                     | dramma per musica (opera seria, 1° versione)    | Francesco Bianchi                                                                                            | Real Teatro San Carlo di Napoli                   | 12 novembre 1790      |
| Cora                  | Pizzarro nelle Indie                                    | opera seria                                     | Marcello Bernardini "Marcello da Capua”                                                                      | Real Teatro San Carlo di Napoli                   | 23 gennaio 1791       |
| Giuditta              | La morte di Oloferne                                    | componimento per musica                         | Pietro Alessandro Guglielmi                                                                                  | Palazzo Colonna di Roma                           | 22 aprile 1791        |
| Emilia                | Lucio Papirio                                           | dramma per musica (opera seria)                 | Gaetano Marinelli                                                                                            | Real Teatro San Carlo di Napoli                   | 30 maggio 1791        |
| Briseide              | Briseide                                                | opera                                           | Ferdinando Robuschi (1765-1850)                                                                              | Real Teatro San Carlo di Napoli                   | 13 agosto 1791        |
| Antigona              | Antigona                                                | opera seria                                     | Peter von Winter                                                                                             | Real Teatro San Carlo di Napoli                   | 4 novembre 1791       |
| Achinoa               | Gionata                                                 | oratorio (azione sacra scenica)                 | Niccolò Piccinni                                                                                             | Real Teatro San Carlo                             | 4 marzo 1792          |
| Aspasia               | I giuochi di Agrigento                                  | dramma per musica (1° versione)                 | Giovanni Paisiello                                                                                           | Teatro alla Fenice di Venezia (inaugurazione)     | 16 maggio 1792        |
| Astasia               | Tarara o sia La virtù premiata                          | dramma per musica (opera seria)                 | Francesco Bianchi                                                                                            | Teatro alla Fenice di Venezia                     | 26 dicembre 1792      |
| Ines                  | Ines de Castro                                          | dramma per musica                               | Giuseppe Giordani "Giordaniello”                                                                             | Teatro alla Fenice di Venezia                     | 28 gennaio 1793       |
| Alceste               | Alceste                                                 | tragedia                                        | Christoph Willibald Gluck                                                                                    | King's Theatre in the Haymarket di Londra         | 30 aprile 1795        |
| Arsene                | La bella Arsene                                         | opera seria                                     | Pierre-Alexandre Monsigny (riveduta da Joseph Mazzinghi)                                                     | King's Theatre in the Haymarket di Londra         | 12 dicembre 1795      |
| Ifigenia              | Ifigenia in Tauride                                     | opera seria                                     | Christoph Willibald Gluck                                                                                    | King's Theatre in the Haymarket di Londra         | 7 aprile 1796         |
| Antigona              | Antigona                                                | opera seria                                     | Francesco Bianchi                                                                                            | King's Theatre in the Haymarket di Londra         | 24 maggio 1796        |
| Evelina               | Evelina (or the Triumph of the English over the Romans) | dramma per musica                               | Antonio Sacchini                                                                                             | King's Theatre, Londra                            | 10 gennaio 1797       |
| Merope                | Merope                                                  | opera seria                                     | Francesco Bianchi                                                                                            | King's Theatre in the Haymarket di Londra         | 10 giugno 1797        |
| Servilia              | Cinna                                                   | opera seria                                     | Francesco Bianchi                                                                                            | King's Theatre in the Haymarket di Londra         | 20 febbraio 1798      |
| Giletta               | I due Svizzeri                                          | opera comica                                    | Giacomo Gotifredo Ferrari                                                                                    | King's Theatre in the Haymarket di Londra         | 14 maggio 1799        |
| Zenobia               | Zenobia                                                 | dramma per musica (opera seria)                 | Lord Richard Mount-Edgcumbe (1764–1839)                                                                      | King's Theatre in the Haymarket di Londra         | 22 maggio 1800        |
| Ines                  | L'Ines de Castro                                        | dramma serio per musica                         | Vittorio Trento                                                                                              | Imperial Regio Teatro degli Avvalorati di Livorno | 9 novembre 1803       |
| Clearco (in travesti) | I riti d'Efeso                                          | dramma eroico per musica                        | Giuseppe Farinelli                                                                                           | Teatro alla Fenice di Venezia                     | 26 dicembre 1803      |
| Arsace (in travesti)  | Arsace e Semira                                         | dramma eroico (opera seria)                     | Francesco Gnecco                                                                                             | Teatro alla Fenice di Venezia                     | 31 gennaio 1804       |
| Emma                  | Eraldo ed Emma                                          | dramma serio per musica                         | Simone Mayr                                                                                                  | Teatro alla Scala di Milano                       | 8 gennaio 1805        |
| Emilia                | Il trionfo di Emilia                                    | dramma eroico                                   | Stefano Pavesi                                                                                               | Teatro alla Scala di Milano                       | 9 febbraio 1805       |